# Holmsjön (Sillhövda socken, Blekinge)
Holmsjön är en sjö i Karlskrona kommun i Blekinge och ingår i Lyckebyån-Nättrabyåns kustområde.